# داشتاگلوخ
داشتاگلوخ (به ارمنی: Դաշտագլուխ) یک منطقهٔ مسکونی در جمهوری آرتساخ است که در استان مارتاکرت واقع شده‌است. داشتاگلوخ جمعیت دارد.